# Саган, Доротея
Иоганна Доротея Саган; Доротея фон Бирон, принцесса Курляндская, графиня де Перигор, герцогиня Саган, герцогиня де Дино, герцогиня де Талейран (нем. Dorothea von Biron, Dorothea von Kurland, Herzogin von Dino-Sagan, Herzogin von Dino in Kalabrien фр. Dorothée, princesse de Courlande, comtesse Edmond de Périgord, duchesse de Dino, duchesse de Talleyrand, duchesse de Sagan, 10 (23) августа 1793, дворец Фридрихсфельде вблизи Берлина — 19 сентября 1862, Жагань, Нижняя Силезия, совр. Польша) — прусская аристократка эпохи Александра I, любовница и последняя супруга Талейрана. Играла выдающуюся роль при французском дворе в эпоху Наполеона I и Реставрации.
В 1817 году получила титул герцогини Дино, в 1838 году — герцогини Талейран, в 1843 году унаследовала герцогство Саган от своей сестры Вильгельмины.

## Биография

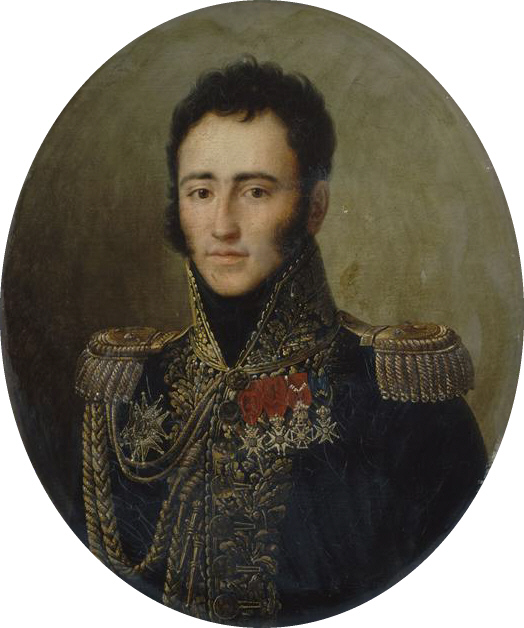
Генерал Эдмон де Талейран-Перигор, муж Доротеи

Младшая дочь последнего курляндского герцога Петра Бирона и графини Доротеи фон Медем, племянница поэтессы Элизы фон дер Рекке. Как указывают, её настоящим отцом по распространённой версии был любовник её матери польский дипломат граф Александр Батовский. После смерти Петра Бирона в 1800 году девочка унаследовала обширные владения. Получила образование под руководством княжны Луизы Радзивилл и известного учёного Сципиона Пьяттоли. Жила в имении матери в Лёбихау, где завязала множество знакомств среди европейской элиты. Уже в ранней молодости насчитывала в числе поклонников наиболее знаменитых людей своего времени и была посвящена в тайны европейской дипломатии.

### Брак
В поисках богатой невесты для своего племянника Талейран, бывший любовником её матери, попросил императора Александра I способствовать этому браку. 21-22 апреля 1809 года во Франкфурте-на-Майне состоялось венчание Доротеи с генералом графом Эдмоном Талейран-де-Перигором (1787—1872). Шли наполеоновские войны, и Доротее, получившей образование в Германии, первоначально было сложно в парижском высшем свете, так как она оказалась в «стане врага», став дамой при дворе Наполеона I. Три её сестры также были настроены антифранцузски. Брак не был счастливым: хотя Доротея родила детей, её муж больше занимался игрой, войной и другими женщинами.
Их дети:
- Наполеон-Луи (12.03.1811—21.03.1898), герцог де Талейран-Перигор[9]
- Доротея Шарлотта Эмилия (09.04.1812—10.05.1814)
- Александр-Эдмон (15.12.1813—09.04.1894), герцог Дино
- Жозефина-Паулина (29.12.1820–10.10.1890)

### Венский конгресс
Падение Наполеона и Венский конгресс, на котором дядя её мужа Талейран представлял Францию, способствовал сближению Доротеи, муж которой уехал в Северную Италию к месту дислокации своего полка, и великого дипломата. Во время своего пребывания в Вене они живут во дворце Кауниц, и судя по всему, именно тогда она начинает играть важную роль в жизни Тайлерана.
Вероятно, она стала его любовницей после 1815 года. «Несмотря на огромную разницу в возрасте (почти 40 лет), Талейран нашёл в 20-летней подруге ученицу и помощницу, которой можно доверить самую секретную информацию и, в конечном итоге, единомышленницу и политическую союзницу. Нередко подобная связь вызывала скандал в высшем обществе, но в данном случае императорский двор в Вене безмолвствовал, понимая, что слишком многое зависит от репутации именитого дипломата. Ему были предоставлены роскошные апартаменты дворца князя Кауница, где Доротея принимала многочисленных гостей, покоряя их блеском своей красоты и туалетов, являвшихся образцом изысканного вкуса. Она умело вела переговоры, получая ценную дипломатическую информацию, а также помогала Талейрану вести тайную переписку. После завершения Венского конгресса они вместе вернулись во Францию и больше не расставались».
31 августа 1817 года Талейран получил от Людовика XVIII титул герцога, а 2 декабря — герцогство Дино (остров вблизи Калабрии) от короля Сицилии в признательность за помощь на конгрессе. Талейран передал Дино своему племяннику, так что Доротея и её супруг стали герцогами Дино.

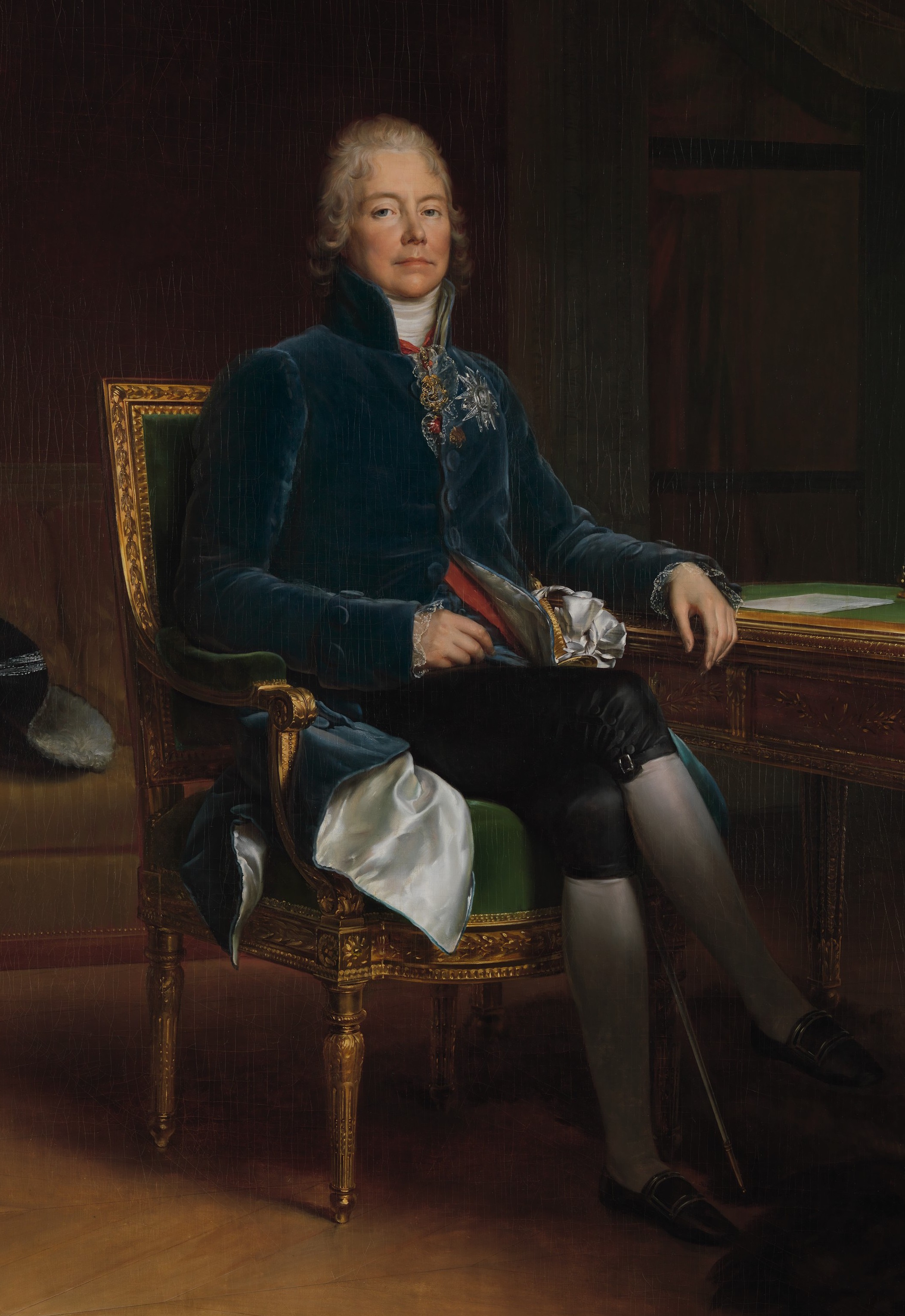
Министр Талейран, любовник Доротеи

### Жизнь с Талейраном

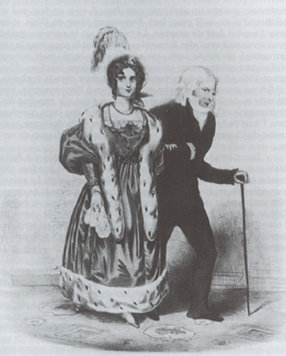
Доротея и Талейран в Лондоне

С 24 марта 1818 года она начала жить отдельно от своего мужа, хотя формально брак был расторгнут только 6 ноября 1824 года.
3 июля 1820 года вместе с Талейраном, который был на 39 лет её старше, уехала жить из Парижа в его замок Валансе, беременная дочерью Паулиной, отцовство которой часто приписывается не законному мужу, а его дяде. В 1827 году купила замок Рошкот, обустроила для пребывания в зимнее время. Он представляет собой великолепную виллу с итальянской террасой, где сегодня располагается четырёхзвёздочный частный отель. В 1837 году продала берлинский Курляндский дворец (нем. Palais Kurland) на Унтер-ден-Линден, принадлежавший её матери, царю Николаю I.
В последующие годы имела ещё несколько любовников и прославилась как потрясающая соблазнительница. Считается, что она родила троих незаконных дочерей: первую от Клам-Мартиница в 1816 году, дальнейшая судьба ребёнка неизвестна (существует версия, что ею была Божена Немцова, известная чешская писательница, официально её матерью была ключница в герцогстве Саган (по другой версии, матерью Божены была Вильгельмина Саган)), затем в 1825 году Антонину и в 1827 году — Жюли Зельме.
Вместе со своей сестрой Вильгельминой фон Саган перешла в 1827 году в Риме в католичество и занялась благотворительностью.
Когда в 1830 году Талейран стал послом в Лондоне, она сопровождала его в поездке, чувствуя себя в Англии комфортней, чем в Париже, где Сен-Жерменское предместье никогда не давало ей забыть, что она иностранка. В Лондоне они жили до 1834 года.

### Дальнейшая жизнь

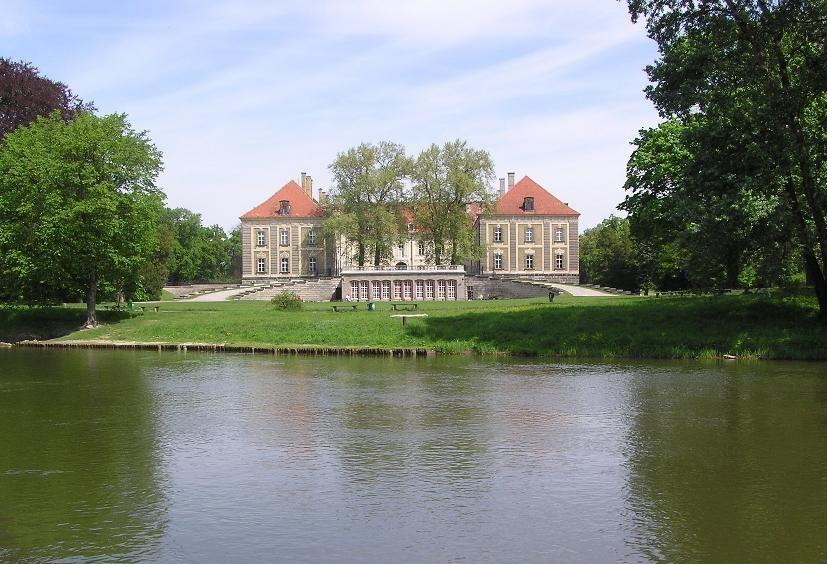
Жаганьский дворец (1670-1684)

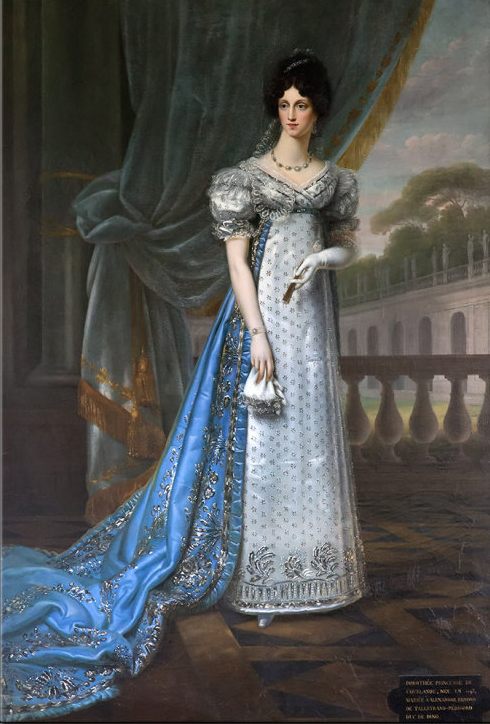
Жозеф Шабор. Портрет герцогини Дино, около 1830, замок Валансе.

По смерти Талейрана (1838 год) она унаследовала титул герцогини Талейран и все его колоссальное состояние. Покинула Париж, и отправилась в 1843 году в полученное ею от своей сестры герцогство Саган (совр. Жагань) в Силезии. Там она вступила в романтическую связь с князем Феликсом Лихновским. (В 1842 году Доротея купила у своей сестры Полины герцогство Саган и переехала жить в свои новые владения, а в 1845 году по смерти сестры получила титул герцогини де Саган от короля Пруссии).
6 января 1845 года король Пруссии утвердил её в праве владения, с привилегией наследования по женской линии (затем Саган унаследовал её сын Луи-Наполеон, крестник Бонапарта, а также внук Бозон де Талейран-Перигор, в будущем знаменитый денди). Своё имение в Рошкоте (fr:Château de Rochecotte) она подарила дочери Полине в 1847 году.
Имение Саган включало 130 зданий на 1200 гектарах. Доротея модернизировала и расширила замок, занималась своими подданными: основала школу, приют для безнадзорных детей, больницу. Восстановила церковь Крейцкирхе в неоготическом стиле. Её переезд привёл к оживлению культурной и благотворительной деятельности, а её дворцы в Жагане и Zatoniu стали важными центрами политической и культурной жизни в районе. Поддерживала тесные связи с рядом правителей и артистов, в том числе у неё бывали король Фридрих Вильгельм IV, Франц Лист, Фредерик Шопен и Александр Фредро.
Она царила в этих владениях, пока не пострадала в аварии с каретой в июне 1861 года, после чего 19 сентября 1862 года скончалась. Несмотря на своё желание, выраженное в письмах и завещании, чтобы её сердце было погребено в могиле Талейрана, её похоронили в Крейцкирхе в Сагане, рядом с её сестрой Вильгельминой и сыном Луи.
Оставила мемуары. Хорошо рисовала — была пейзажисткой, в 1820 году Королевская Прусская академия искусств организовала её выставку.

## Интересные факты
- Французская писательница Франсуаза Саган (наст. имя Франсуаза Куаре) взяла свой псевдоним под влиянием фрагмента из Марселя Пруста («В поисках утраченного времени»), где речь идёт о герцогине (в русс. переводе — «герцогиня Саганская»).
- В парижском Отеле де Саган, где с 1873 года проживал внук Доротеи Бозон де Талейран-Перигор, сейчас размещается посольство Польши.
- В Курляндском дворце в Берлине сейчас размещается Генеральное консульство Российской Федерации в Германии[11].

## В литературе
- Доротея Курляндская появляется на страницах серий Жюльетты Бенцони «Марианна» и «Волки Лозарга».

## Образ в кино
- «Хромой дьявол» (Франция, 1948) — актриса Рене Девилле[фр.]
- «Наполеон: путь к вершине» (Франция, Италия, 1955) — актриса Жанна Буатель[фр.]